# Puerto San Francisco
Puerto San Francisco ist eine Ortschaft im Departamento Cochabamba im südamerikanischen Andenstaat Bolivien.

## Lage im Nahraum
Puerto San Francisco liegt in der Provinz Chapare und ist eine Ortschaft im Cantón Villa Tunari im Municipio Villa Tunari. Die Ortschaft liegt auf einer Höhe von 213 m zwischen dem Arroyo Chipiriri und einem Seitenzweig des Arroyo Raya, die bei Puerto San Francisco zusammenfließen und direkt in den Río Chipiriri münden.

## Geographie
Puerto San Francisco liegt im bolivianischen Tiefland am Nordrand der Cordillera Oriental. Das Klima ist tropisch mit einem ausgeprägten Tageszeitenklima.
Die jährliche Durchschnittstemperatur im langjährigen Mittel liegt bei knapp 27 °C, die Monatstemperaturen liegen zwischen gut 23 °C im Juli und knapp 29 °C im Dezember und Januar (siehe Klimadiagramm Villa Tunari). Der Jahresniederschlag mit 2300 mm weist eine deutliche Regenzeit von Oktober bis April auf, mit Monatsniederschlägen zwischen 160 und 380 mm.

## Verkehrsnetz
Puerto San Francisco liegt in einer Entfernung von 192 Straßenkilometern nordöstlich von Cochabamba, der Hauptstadt des Departamentos.
Durch das nahe gelegene Villa Tunari führt die 1657 Kilometer lange Nationalstraße Ruta 4, die das Land von Westen nach Osten durchquert. Sie führt von Tambo Quemado an der chilenischen Grenze über Cochabamba und Sacaba nach Villa Tunari und weiter über Santa Cruz nach Puerto Suárez an der brasilianischen Grenze. Zwei Kilometer östlich von Villa Tunari, zwischen den Brücken über den Río Espíritu Santo und den Río Chapare, zweigt von der Hauptstraße die Ruta 24 und von dieser kurz darauf die Gemeindestraße 4204 in nordöstlicher Richtung ab und erreicht über Villa 14 de Septiembre nach 29 Kilometern Puerto San Francisco.

## Bevölkerung
Die Einwohnerzahl der Ortschaft ist im Jahrzehnt zwischen den beiden letzten Volkszählungen um ein Drittel zurückgegangen:
| Jahr | Einwohner         | Quelle       |
| ---- | ----------------- | ------------ |
| 1992 | keine Detaildaten | Volkszählung |
| 2001 | 362               | Volkszählung |
| 2012 | 243               | Volkszählung |
| 2024 |                   | Volkszählung |

Die Region weist einen deutlichen Anteil an Quechua-Bevölkerung auf, im Municipio Villa Tunari sprechen 83,5 Prozent der Bevölkerung Quechua.